# Olympic Taszkent
Olympic Taszkent – uzbecki klub piłkarski, mający siedzibę w Taszkencie, założony w 2021 roku, grający w rozgrywkach Oʻzbekiston PFL.